# Gandi (film)
Gandi  (angleško Gandhi) je britansko-indijski epski zgodovinski dramski film iz leta 1982, ki temelji na življenju Mahatme Gandhija, vodje indijskega nenasilnega gibanja za neodvisnost proti britanski kolonialni nadvladi. Scenarij je napisal John Briley, Richard Attenborough pa je film režiral in produciral. V naslovni vlogi nastopa Ben Kingsley. Film prikazuje Gandijevo življenje od prelomnice leta 1893, ko ga vržejo iz vagona za belce v Južni Afriki, do atentata nanj in pogreba leta 1948. 
Film je bil premierno prikazan 30. novembra 1982 v Indiji, 3. decembra v Združenem kraljestvu in 10. decembra v ZDA. Izkazal se je za finančno uspešnega in naletel na dobre ocene krikov. Na 55. podelitvi je bil nominiran za oskarja v enajstih kategorijah, osvojil pa nagrade za najboljši film, režijo, igralca (Kingsley), izvirni scenarij, scenografijo, fotografijo, kostumografijo in montažo. Nominiran je bil tudi za šestnajst nagrad BAFTA, od katerih je bil nagrajen za najboljši film, igralca in novinca leta (oba Kingsley) ter stransko igralko (Hattangadi), ter osvojil pet zlatih globusov, za najboljši tuji film, režijo, igralca v dramskem filmu in novo zvezdo (oba Kingsley) ter scenarij. Scenarij je izžel tudi v knjižni obliki.

## Vloge
- Ben Kingsley kot Mahatma Gandi
- Rohini Hattangadi kot Kasturba Gandi
- Roshan Seth kot Džavaharlal Nehru
- Pradeep Kumar kot V. K. Krishna Menon
- Saeed Jaffrey kot sardar Vallabhbhai Patel
- Virendra Razdan kot Maulana Azad
- Candice Bergen kot Margaret Bourke-White
- Edward Fox kot Reginald Dyer
- John Gielgud kot 1. baron Irwin
- Trevor Howard kot sodnik R. S. Broomfield
- John Mills kot 3. baron Chelmsford
- Shane Rimmer kot komentator
- Martin Sheen kot Vince Walker
- Ian Charleson kot Charles Freer Andrews
- Athol Fugard kot general Jan Smuts
- Geraldine James kot Mirabehn (Madeleine Slade)
- Alyque Padamsee kot Muhammad Ali Jinnah
- Amrish Puri kot Khan
- Ian Bannen kot policist Fields
- Richard Griffiths kot Collins
- Nigel Hawthorne kot Kinnoch
- Richard Vernon kot sir Edward Albert Gait
- Michael Hordern kot sir George Hodge
- Shreeram Lagoo kot Gopal Krishna Gokhale
- Terrence Hardiman kot Ramsay MacDonald
- Om Puri kot Nahari
- Dalip Tahil kot Zia
- Bernard Hill kot narednik Putnam
- Daniel Day-Lewis kot Colin
- John Ratzenberger kot voznik Bourke-Whitea
- Pankaj Mohan kot Mahadev Desai
- Pankaj Kapur kot Pyarelal Nayyar
- Anang Desai kot Acharya Kripalani
- Dilsher Singh kot Khan Abdul Ghaffar Khan
- Günther Maria Halmer kot Hermann Kallenbach
- Peter Harlowe kot lord Louis Mountbatten
- Harsh Nayyar kot Nathuram Godse
- Supriya Pathak kot Manu
- Neena Gupta kot Abha
- Tom Alter kot zdravnik
- Alok Nath kot Tyeb Mohammed
- Mohan Agashe kot prijatelj Tyeba Mohammeda
- Sekhar Chatterjee kot Huseyn Shaheed Suhrawardy